# نی لامپتی
نی لامپتی (انگلیسی: Nii Lamptey؛ زادهٔ ۱۰ دسامبر ۱۹۷۴) بازیکن سابق و مربی فوتبال اهل غنا است.
از باشگاه‌هایی که در آن بازی کرده‌است می‌توان به باشگاه فوتبال استون ویلا، باشگاه فوتبال آنکاراگوچو، باشگاه فوتبال لیریا، باشگاه فوتبال کاونتری سیتی، باشگاه فوتبال شاندونگ تایشان، باشگاه فوتبال پی‌اس‌وی آیندهوون، باشگاه فوتبال ونتزیا، باشگاه فوتبال گروتر فورث، باشگاه فوتبال اندرلشت، و باشگاه فوتبال النصر امارات اشاره کرد.
وی همچنین در تیم ملی فوتبال غنا بازی کرده‌است.
وی در مسابقات بین‌المللی در مجموع برندهٔ ۱ مدال برنز شده‌است.